# Klizin-Brzezinki
Klizin-Brzezinki (prononciation [ˈkliʑin bʐɛˈʑinki]) est une localité de la gmina de Kodrąb , du powiat de Radomsko, dans la voïvodie de Łódź, située dans le centre de la Pologne.

## Administration
De 1975 à 1998, la localité était attachée administrativement à l'ancienne voïvodie de Piotrków.<belle fait partie de la nouvelle voïvodie de Łódź.